# Distretto di Alaplı

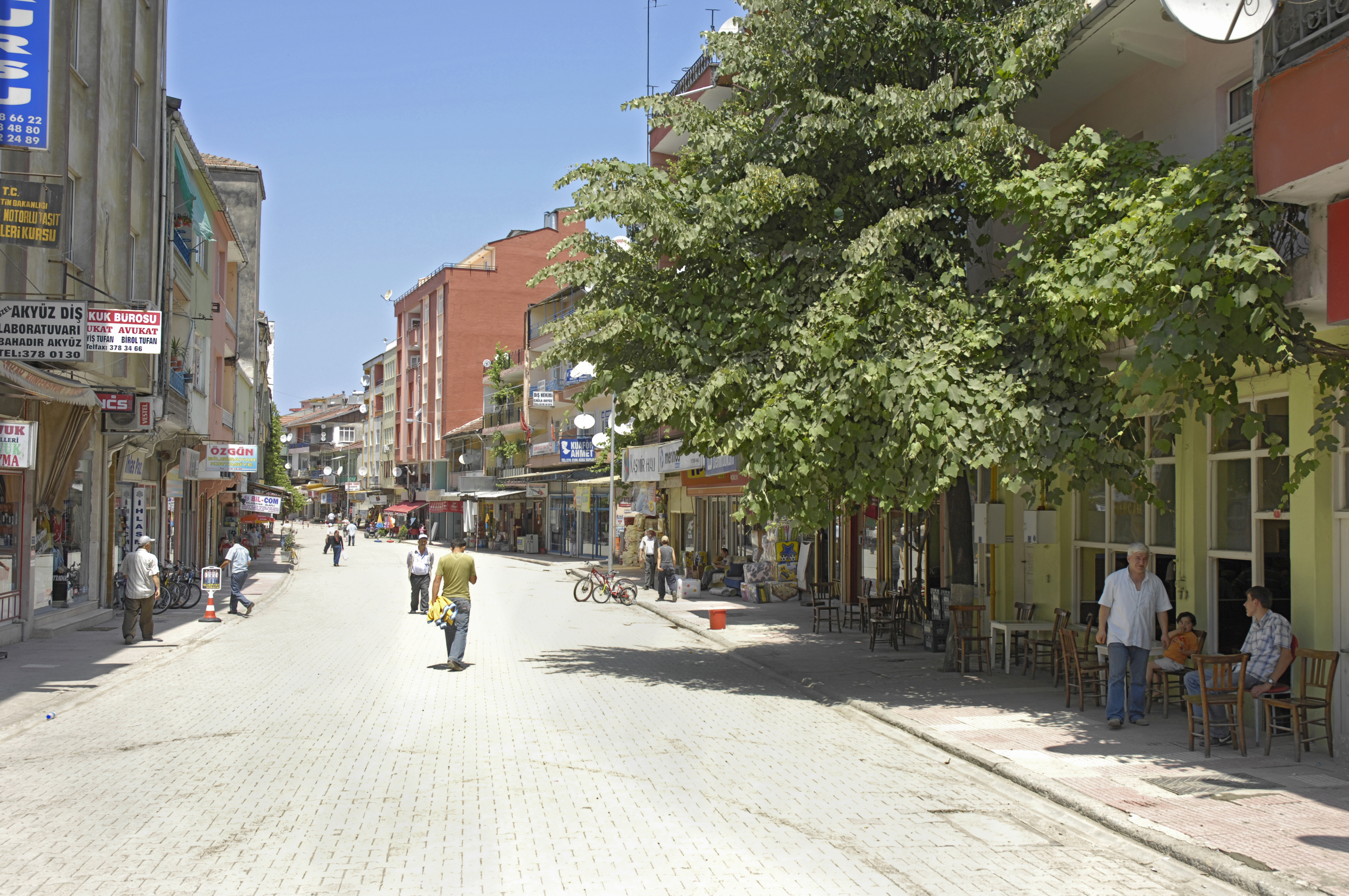
A view from Alaplı city center

Il distretto di Alaplı (in turco Alaplı ilçesi) è uno dei distretti della provincia di Zonguldak, in Turchia.